# Brüheim
Brüheim è una frazione del comune tedesco di Nessetal, nel Land della Turingia.

## Storia
Il 1º gennaio 2019 il comune di Brüheim venne fuso con i comuni di Ballstädt, Bufleben, Friedrichswerth, Goldbach, Haina, Hochheim, Remstädt, Wangenheim, Warza e Westhausen, formando il nuovo comune di Nessetal.